# Məlik-Əjdər-Mausoleum

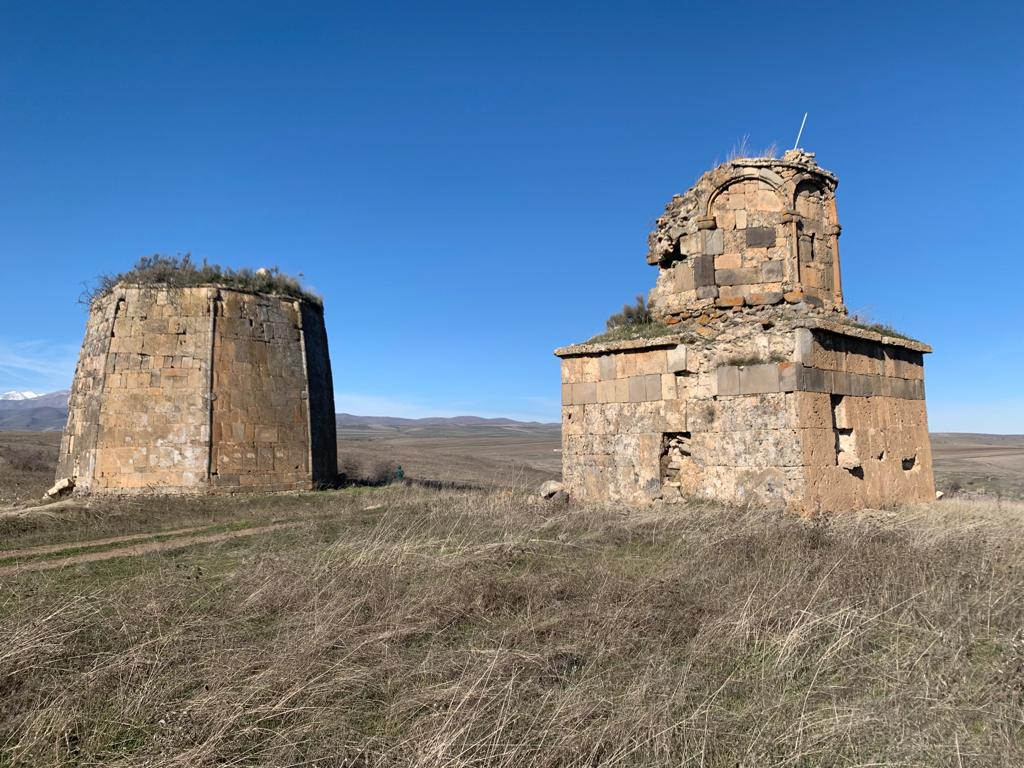
Məlik-Əjdər-Mausoleum

Məlik-Əjdər-Mausoleum (eingedeutscht Mälik Äschdär) ist mittelalterliches Baudenkmal im Hochland des Dorfes Cicimli (Dschidschimli) in der Provinz Laçın von Aserbaidschan.

## Geschichte und Architektur
Das Mausoleum wird in Aserbaidschan der mittelalterlichen Architekturschule Arrān zugerechnet. Über den genauen Errichtungszeitpunkt des Bauwerks gibt es unterschiedliche Angaben. Der Historiker G. Alizade datiert den Bau auf das 14. Jahrhundert, während F. Mammadov vom 11. Bzw. 12. Jahrhundert ausgeht.
Grabmäler mit achteckigen Konstruktionen sind in der mittelalterlichen Architektur von Aserbaidschan weit verbreitet. Bei achteckigen Mausoleen ist der Körper in der Regel in Form eines vertikalen prismatischen Volumens gelöst. Im Gegensatz dazu hat das achteckige Gehäuse des Məlik-Əjdər die Form einer konvex geschnittenen Pyramide. Die Wände des Bauwerks sind nicht mit vertikalen Linien versehen, die Silhouette wird von weichen Formen eingerahmt. Die allgemeine Form des Mausoleums ähnelt einer Parabel.
Der Korpus des Grabmals steht auf einem niedrigen und dreistufigen Podest-Sockel. Die Fläche seines Sockels übersteigt deutlich die Fläche des oberen Oktaeders, der wiederum die Basis für eine kleine parabolische Kuppel aus grob bearbeiteten Steinen bildet. Der Kuppelboden ist sowohl an der Fassade als auch im Inneren mit einem kleinen Gesims abgeschrägt.
Die Ecken des achteckigen Körpers des Mausoleums sind in Form von dünnen Steinsäulen gestaltet, die den Stäben ähneln, die wiederum die Basis des Jurtenrahmens bilden. Laut der grafischen Beschreibung von M.S. Bulatov hat der Architekt, der das Mausoleum gebaut hat, eine Ellipse verwendet, um die Silhouette des Bauwerks zu zeichnen.
Die innere Oberfläche der Wände steigt senkrecht bis zu einer Höhe von 1,5 Metern an und geht dann in eine gewölbte, konvexe Oberfläche über. Ein weiteres interessantes Merkmal des Mausoleums ist, dass das Tympanon des dekorativen Spitzbogens eine Stierfigur enthält, die sehr ausdrucksvoll gestaltet ist.

## Gegenwart
Das Dorf Cicimli wie die gesamte Provinz Laçın wurde im Mai 1992 von armenischen Truppen besetzt. Nach dem Krieg um Bergkarabach 2020 und der Unterzeichnung des trilateralen Waffenstillstandsabkommens am 10. November 2020 erfolgte die Rückgabe von Cicimli an Aserbaidschan. Das Dorf liegt in Ruinen, das Mausoleum selbst ist vom Verfall bedroht.

## Galerie

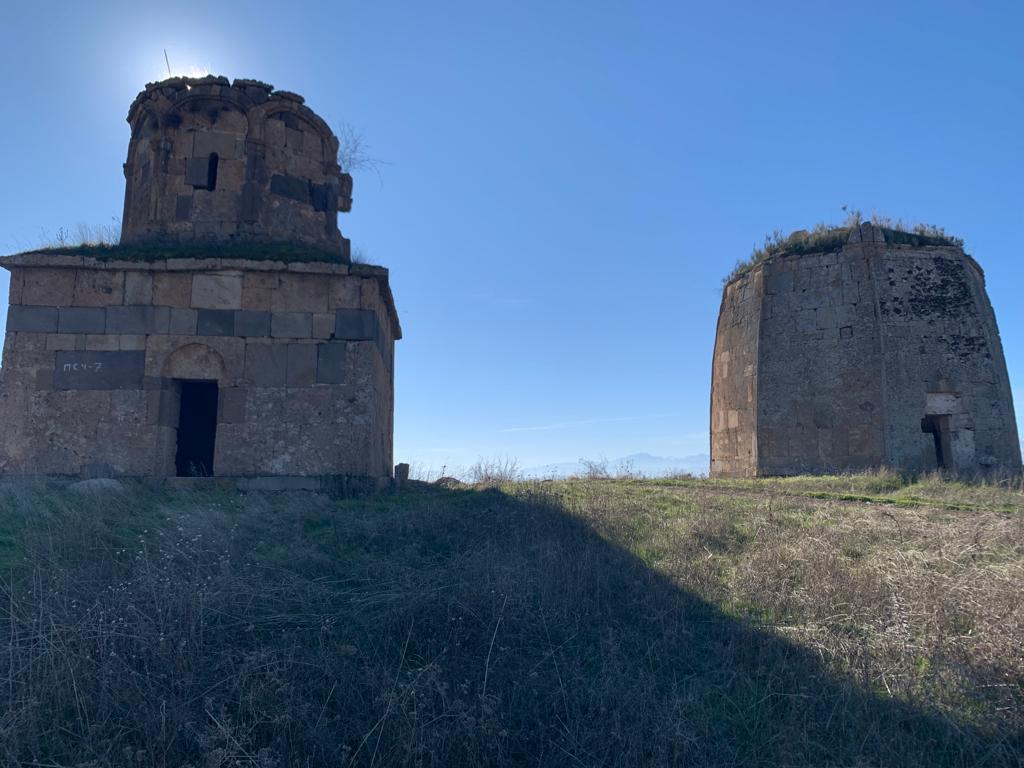
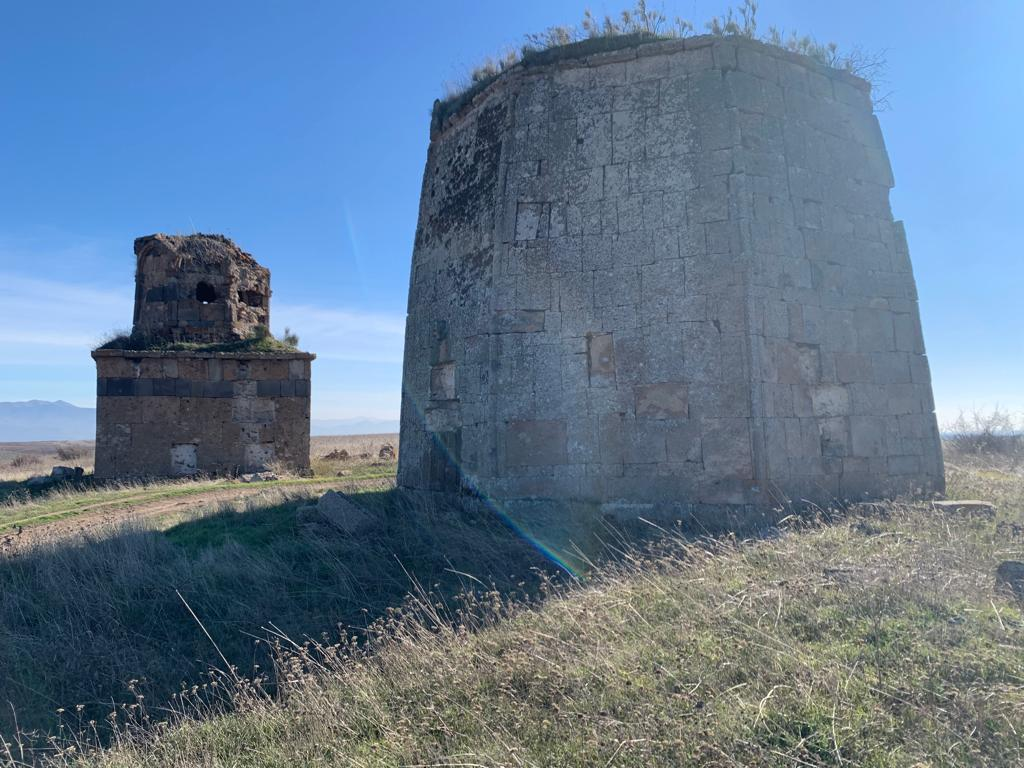
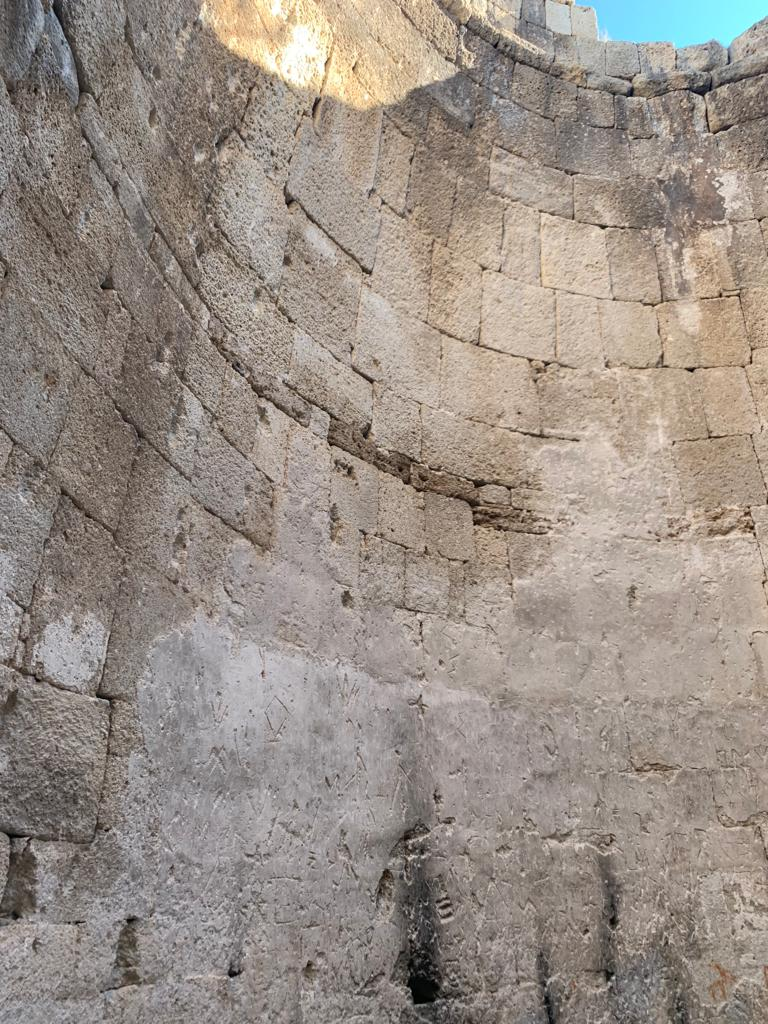
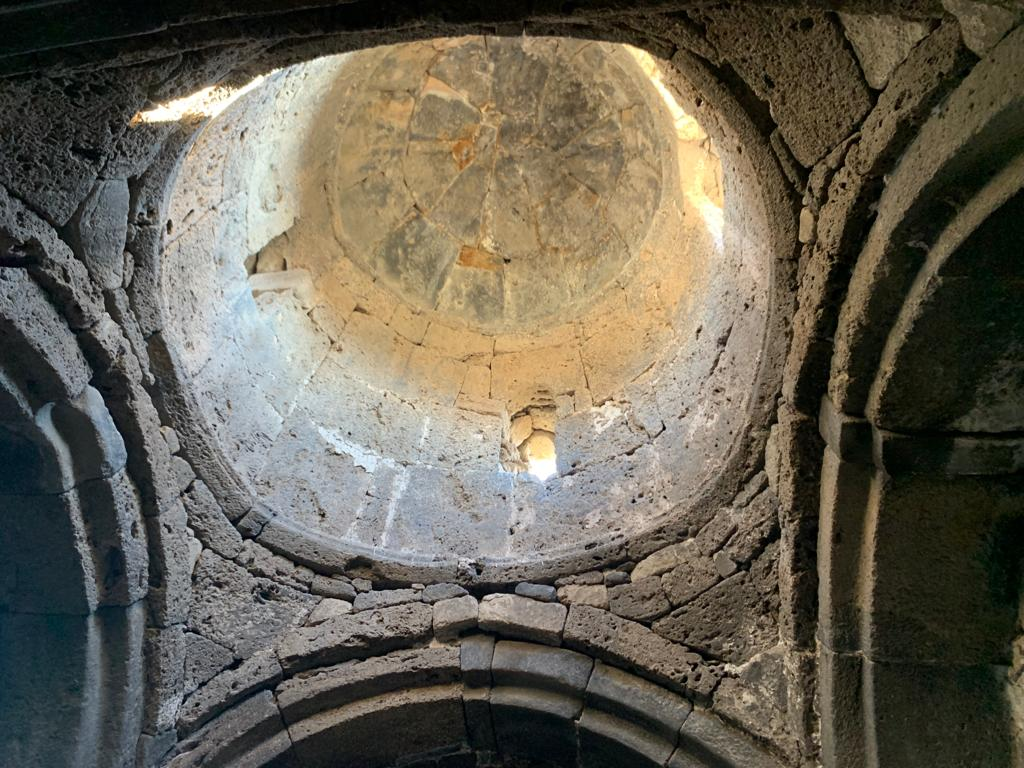
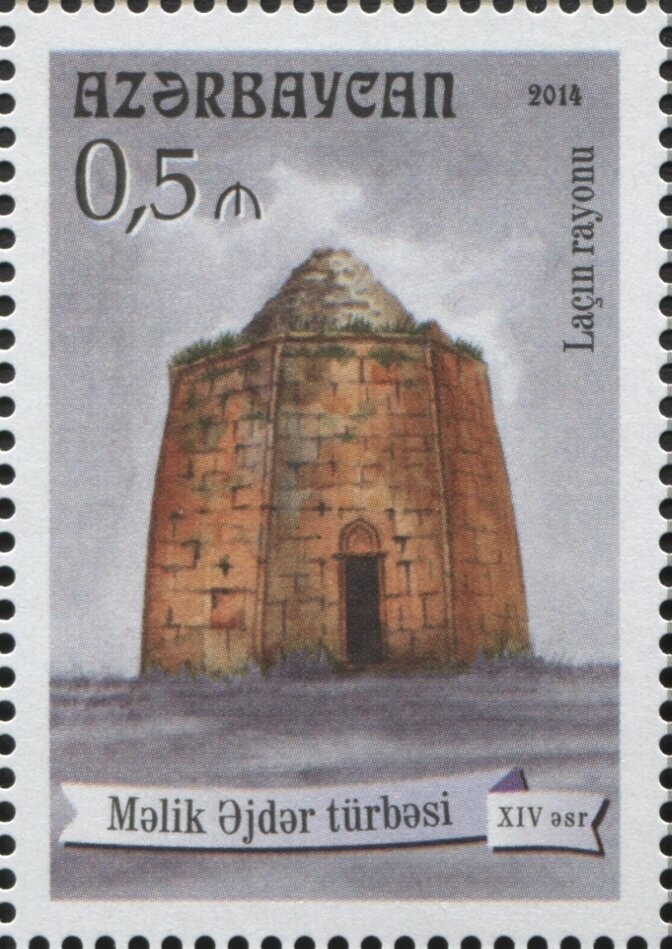
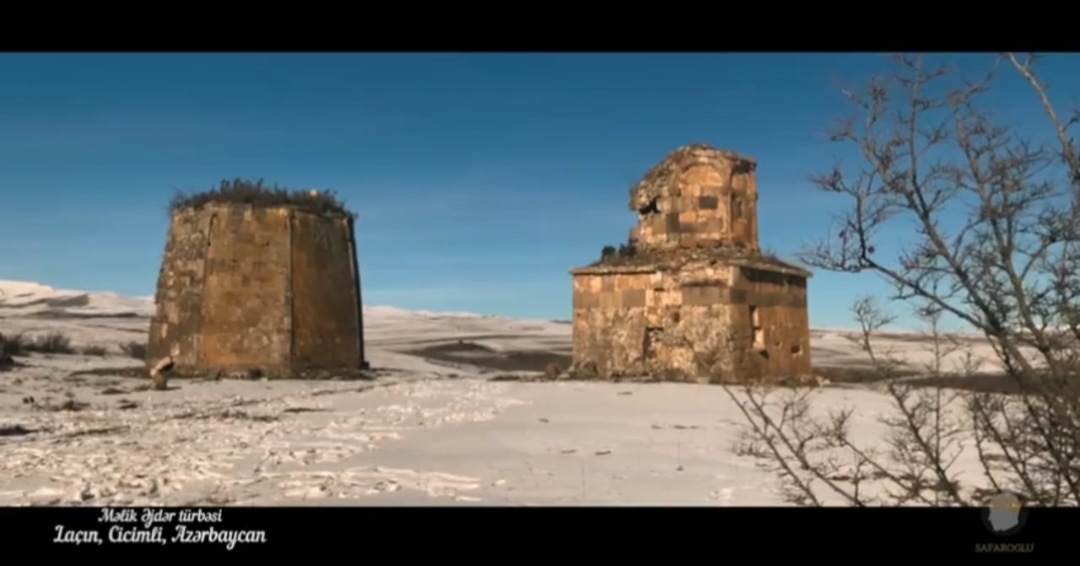